# هاني محمد بن الهادي
هاني عبد الرحمان  بن الهادي (1918 - 1957)، هو مناضل جزائري وشهيد مشهور في تاريخ التحرير اجزائري.

## المولد والنشأة
ولد الشهيد عبد الرحمان بن الهادي سنة 1918 بسيدي خالد . نشأ وترعرع الشهيد ببلدية سيدي خالد أين تعلم مبادئ القراءة والكتابة بالكتاتيب .
أدى الخدمة العسكرية الإجبارية ونقل إلى الهند الصينية آنذاك وعندما أنهى الخدمة سافر إلى ألمانيا واستقر في منطقة الالزاس واللورين عند الحدود الألمانية الفرنسية.

## نضاله
بدأ نضاله في حزب الشعب الجزائري كبقية الشباب المتحمس للقضية الجزائرية وعندما عاد إلى ارض الوطن التحق بصفوف جيش التحرير الوطني في ماي سنة 1955 بقيادة الشهيد عمر ادريس أين واصل جهاده ونضرا لحنكته وخبرته كلفه الشهيد عاشور زيان على رأس كتيبة بمنطقة القعدة «الأغواط» سنة 1956 و بحنكته وعلاقاته الشخصية بأهل المنطقة استطاع أن يكسب ثقة سكان المنطقة وشكل خلايا لتجنيد الشباب حيث وصل أفراد كتيبته إلى أكثر من 200 جندي .

## و من أهم العمليات التي قادها
- الهجوم على مركز(القيشة) بمنطقة أفلو كسب منها38 بندقية من نوع 86
- نصب كمينا بمنطقة تاجموت بمنطقة عين ماضي قتل خلالها 4 من الدرك الفرنسي.
- نصب كمينا في منطقة (وادي بوتركفين) ناحية بريان غنم فيها 6 بنادق ومسدس

## استشهاده
القي عليه القبض في معركة (القعدة سنة 1957 مع مجموعة من رفاقه واقتادتهم السلطات الفرنسية إلى الثكنة الموجودة بمنطقة (سكلانة) للبحث والاستنطاق و أكد لهم بمسؤوليته المباشرة على المجموعة برفض استجواب المساجين على حدة حيث طلب من القائد الفرنسي بان المسؤولية الأولى تقع على عاتقه وهو الذي يعرف كل شيء واستجاب له القائد واستجوبه لوحده عن سير المعارك وقد كتب قائد المعركة الجنرال الفرنسي مذكرة يقول فيها بأن الحوار الذي دار بينهما كان حضاريا لدرجة كبيرة بحيث إن المطلب والقضاء على الشهيد عبد الرحمان بن الهادي وأخيه كان مطلبا فرنسيا .
و بعد استنطاقه نقل إلى مدينة الاغواط مع مجموعة من إخوانه المجاهدين أين تمت تصفيته من طرف المخابرات الفرنسية وكتبت عنه الصحافة الفرنسية تحت عناوين كثيرة ووصفوه بالجنرال وبعد استشهاده ألقت الطائرات الفرنسية مناشير على معاقل الثوار تأمرهم فيها بالاستسلام .
كان الشهيد ضابطا رحيما يفيض إنسانية يساعد أفراد كتيبته ويعطف عليهم وكان محبوبا من طرف الجميع يخافه الجيش الفرنسي إلى درجة الرعب عند سماع اسمه .

## أغنية عن القائد هاني عبد الرحمان بن الهادي
هذه أغنية غنتها برباص سالمة أثناء الثورة عن القائد عبد الرحمان بن الهادي تصف فيها شجاعته ونصرته للدين والوطن والذود عنه وتدعو له بالنصر . وفعلا كانت له خصال حميدة يعترف بها قادة وجنرالات المستدمر بعد استشهاده وفرنسا كانت تخافه . وهنا نؤكد أن نجاح الثورة يكمن في تعلق المجتمع بثورته والإشادة بأبطاله .
هذه المرأة لم تمجد حاكما ليجزل لها العطايا بل مجدت ثائر يجابه قوة استدمارية ضخمة خامس قوة عالميا ووقتها كان نيل الاستقلال مازال بعيدا . هذه الأغنية قد تساوي في مفعولها أكثر من فصيلة أو كتيبة من جيش التحرير الوطني .
برباص سالمة ( زوجة لهويمل محمد) المولودة سنة 1931 ببلدية سيدي خالد ولاية بسكرة لها موهبة في تأليف الأغاني والتلحين . يرجع تاريخ هذه الأغنية إلى سنة 1957 قبيل استشهاد عبد الرحمان بن الهادي وقتها كان سي الحواس قائدا على المنطقة الثالثة من الولاية الأولى (أوراس النمامشة ).
الله لا لي فرخ حـــــــمام
و لـــزرق يــــدي لمـــارة
يغدى شــــــور خوتي لبطال
محمد رايـــــس لــــــــدارة

دار الكــبة والشــــيعات
محزمــتــه مــــتقبطـــن بهـا
عبد الرحمان ما يعرف خوف
والكفـــــار يــــــلاقي فيها
هـــز المدفع والمطـريــات
و النصـــارى يـــــنادي فيهـا
رب ينصـرو للــديـــــــن
والحــــرمة زايـــــــد فيهـا

الطيارة كي جــات تحـــــــوم
دور تـــقيد واتـروح
خرج ليـــــــها عبد الرحمــان
عنــدو لــــبيـــاس ليـطيح

لكماين عــقـــبـت مليانـة
والكــفرة ركبــــت فيهـا
خرج ليـــــها عبد الرحمـــان
وقـــــت الظهــــــــر يفـريهــا

فرنـسا جــابـت الساليقـــان
والعـسكــــر يـقــــدم فيها
خرج ليــــــها عبد الرحمـــان
يمـســح ســـلاحو بيها

وبيت الهــانــي في السيـلــون
والحـاكــم يقـرر فيــهم
هاذوك لشـــــراف لحــــــرار
ارض الثــوار اكـل ليـــهم

ولا بحذايــــــا اتصال مســـافـر
يغـــــدى لي شور الحــــــــواس
قلو ارواح رجــالك الزينـــــة
راها تـلاحــــت في لحبــــــــاس

يا رب جيب عبد الرحمــــان
يـسـلــــــــم هــو وجــنوده
راني على عـــم السعـــيـــــد
ربــي بــالحــــــــرمـــة زيــــدو

شرح الكلمات :
لمــارة : الإشارة .
خوتي : المجاهدون، لأن المواطنين يسمونهم بالخاوة .
محمد : هو أخ عبد الرحمان هاني محمد ضابط الإدارة في قيادة عاشور زيان .
دار : لبس .
الكــبة : اللباس العسكري.
الشيعات: الرتب والنياشين .
متقبطن : ضابط برتبة قبطان بحزام مشدود .
المطريات : سلاح رشاش .
النصارى : جيش المستعمرين الفرنسيين .
تقيد : تسجل طائرة استطلاعية .
عبد الرحمان : هو هاني عبد الرحمان بن الهادي.
لبياس : قطع السلاح .
لكماين : الشاحنات .
الكفرة : جيش المستعمرين الفرنسيين .
بلهادي : هو هاني عبد الرحمان بن الهادي.
الظهر : المجاهدون دائما يبدؤن معاركهم وكمائنهم بعد الظهر حتى يكون وقت حلول الظلام قريب لان طول المعركة ليس في صالح جيش التحرير الوطني .
الساليقان :المرتزقة أو اللفيف الأجنبي القادمين من المستعمرات الإفريقية السوداء .
يمسح : ينظف سلاحه بقتل المرتزقة .
الهاني : لقب عائلة عبد الرحمان .
السيلون : مكان ضيق يحجز فيه المستنطقين .
يقرر : يستنطق .
اتصال : يسمى بالبريد، وهو مجاهد أو مسبل ينقل المعلومات والرسائل والأموال .
الحواس : هو (سي الحواس ) قائد المنطقة الثالثة من الولاية الأولى آنذاك .
رجالك : هم الرجال المسبلين الذين يعملون في المنظمة المدنية لجيش التحرير.
يسلم : يحفظه .
السعيد : ابن المؤلفة .

## وصلات خارجية
- ا
- ا